# جيريل بلاسينغيم
جيريل بلاسينغيم (بالإنجليزية: Jerel Blassingame)‏ مواليد 12 سبتمبر 1981 في بروكلين، نيويورك، هو لاعب كرة سلة أمريكي. بدأ مسيرته الاحترافية في سنة 2005. يلعب في الدوري اليوناني لكرة السلة كلاعب هجوم خلفي. يحمل الرقم 6. يبلغ طوله 5 قدم 9 بوصة (1.8 م).

## المسيرة الاحترافية
لعب مع نادي إيه إي كي لكرة السلة في سنة 2006، ثم لعب مع نادي أوديسا لكرة السلة في موسم 2009–2010، ثم لعب مع أسكو غدينيا من سنة 2011 إلى 2013، ثم لعب مع نادي سيبونا لكرة السلة في موسم 2013–2014.

## روابط خارجية
- جيريل بلاسينغيم على موقع الدوري الأوروبي لكرة السلة (الإنجليزية)
- جيريل بلاسينغيم على موقع كرة السلة الأوروبية.كوم (الإنجليزية)
- جيريل بلاسينغيم على موقع كلية كرة السلة في سبورتس رفرنس.كوم (الإنجليزية)
- جيريل بلاسينغيم على موقع ريلجم (الإنجليزية)
- جيريل بلاسينغيم على موقع بروبوليرز (الإنجليزية)
- جيريل بلاسينغيم على موقع سبورتس رفرنس (الإنجليزية)